# Joseph Emberton

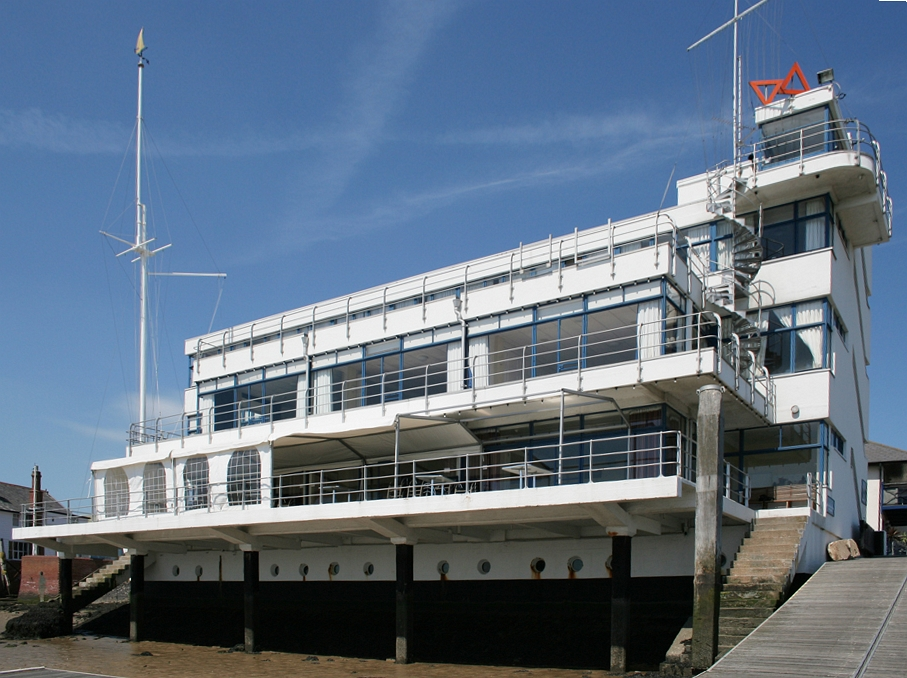
Royal Corinthian Yacht Club (1931), Burnham-on-Crouch

Joseph Emberton (Audley, Staffordshire, 23 de diciembre de 1889-Londres, 20 de noviembre de 1956) fue un arquitecto racionalista británico. 

## Trayectoria
Estudió en el Royal College of Art de Londres. Entre 1913 y 1914 trabajó en el estudio Trehaerne & Norman. Después de la Primera Guerra Mundial, en la que sirvió en la Honourable Artillery Company, formó parte del equipo de Burnet & Tait. Entre 1922 y 1926 trabajó asociado a P.J. Westwood, para pasar a continuación a establecerse por su cuenta.
Una de sus obras más emblemáticas fue el Royal Corinthian Yacht Club de Burnham-on-Crouch (1931), el único exponente inglés citado por Henry-Russell Hitchcock y Philip Johnson en su libro The International Style: Architecture since 1922 (1932), que dio origen al llamado Estilo internacional, otra denominación habitual para la arquitectura racionalista.
Otras obras destacadas suyas fueron: el Pabellón del Sol para la Exposición Internacional de París de 1937; varias tiendas en el West End de Londres, entre las que destaca el Simpson's de Piccadilly (1936) y HMV en Oxford Street (1939); y el Casino Pleasure Beach en Blackpool (1939).
Durante la Segunda Guerra Mundial trabajó para el gobierno en diversos proyectos de viviendas sociales y residencias estudiantiles. Desde entonces se dedicó preferentemente a la construcción de edificios de viviendas.